# Cass County (Missouri)
Cass County je okres ve státě Missouri v USA. K roku 2010 zde žilo 99 478 obyvatel. Správním městem okresu je Harrisonville. Celková rozloha okresu činí 1 818 km².

## Historie
Okres vznikl v roce 1835 pod názvem Van Buren County, ale v roce 1849 byl přejmenován podle amerického senátora Lewise Casse, který později kandidoval na prezidenta.

## Sousední okresy
| Růžice kompasu | Johnson County (Kansas) | Jackson County         |                | Růžice kompasu |
| Růžice kompasu | Miami County (Kansas)   | Sever                  | Johnson County | Růžice kompasu |
| Růžice kompasu | Miami County (Kansas)   | Cass County (Missouri) | Johnson County | Růžice kompasu |
| Růžice kompasu | Miami County (Kansas)   | Jih                    | Johnson County | Růžice kompasu |
| Růžice kompasu |                         | Bates County           | Henry County   | Růžice kompasu |